# Чон Сонха
Чон Сонха (кор. 정성하; род. 2 сентября 1996, Чхонджу, Южная Корея) — южнокорейский гитарист-вундеркинд. Прославился на весь мир, исполняя на YouTube свои кавер-версии известных песен в стиле пальцевой техники. Выпустил 6 студийных альбомов.

## Биография
Первым инструментом Сонха было классическое фортепиано, однако, не чувствуя большого интереса к инструменту, он забросил занятия.
Сонха начал играть на гитаре под влиянием отца — гитариста-любителя. Сонха вспоминает что его отец часто играл дома композицию Kotaro Oshio «Twilight», которая показалась ему очень красивой и Kotaro Oshio стал его первым кумиром.
Родители рано заметили талант юного музыканта и всячески поспособствовали его развитию. Параллельно с изучением техники фингерстайл под руководством отца, Сонха так же брал уроки классической гитары, джазового фортепиано, вокала и ударных. В средней школе Сонха был студентом престижной частной академии Чхонсим, куда специально для него был приглашен преподавать известный джазовый гитарист Hata Shuji. Из большой загруженности корейской школьной программы он мог заниматься на гитаре не больше 2 часов в день, но по его словам, старался извлечь из этого времени максимум.
Старшую школу Сонха прошёл на домашнем обучении, чтобы освободить время для занятий и концертов. В интервью Cuvis Magazine Сонха уточнял что в это время он занимался на гитаре как минимум 4 часа в день, что вместе c учёбой почти не оставляло ему свободного времени.
С 2015 года Сонха является студентом Джазовой Академии Сеула (Seoul Jazz Academy) и планирует продолжить образование в американском Berklee College of Music.

## Гитары
Когда Сонха было 9 лет, он купил на свои карманные деньги простую и не очень качественную классическую гитару из фанеры за 60 $.
Отец Сонха был так удивлен навыками игры сына, что решил купить гитару получше — Cort Earth900. Несмотря на то, что это была небольшая гитара, её размер все ещё был проблемой для маленького Сонха. Cort Earth900 звучала лучше, чем первая гитара, хотя достаточно быстро встал вопрос о покупке ещё более качественного инструмента.
В это время известный корейский производитель гитар «Selma» предложил им помощь. «Selma» сделали маленькую гитару размера «комбо» модели «All Spruce». Эта гитара стала третьей у Сонха. Когда австрийский гитарист Томас Леб услышал, как мастерски играет Сонха, он пригласил его на свой концерт и оставил на этой гитаре автограф: «Keep on Grooving, to my friend, Thomas Leeb».
Сейчас Сонха является эндорсером немецкого производителя гитар «Lakewood», всего в его коллекции 6 гитар Lakewood, в том числе модели M18, A48CP, M48 CP, классическая и баритон- гитары. Также он обладатель личной подписной модели Lakewood Sungha Jung Signature Model.
С 2016 года компания Sire также выпустила подписную модель Сонха — Sire A5.
Помимо Lakewood, в личной коллекции Сонха гитары Taylor, Yamaha NCX 2000FM, Yamaha SLG110S, электрогитары Fender Custom Deluxe, Gibson Traditional Honeyburst, Gibson ES335 Figured 2015, укулеле Kanilea, Kamaka, Anuenue, Lakewood и харп-укулеле Anuenue, а также фортепиано Samick и синтезатор KORG.

## Награды YouTube
- 1 — лидеры по подписчикам (за все время) — Южная Корея
- 1 — лидеры по подписчикам (за все время) — музыканты — Южная Корея
- 1 — лидеры просмотров (за неделю) — музыканты — Южная Корея
- 1 — лидеры просмотров (за месяц) — музыканты — Южная Корея
- 1 — лидеры просмотров (за все время) — Южная Корея
- 1 — лидеры просмотров (за все время) — музыканты — Южная Корея
- 6 — лидеры просмотров (этого тысячелетия) — Южная Корея
- 6 — лидеры просмотров (за месяц) — Южная Корея
- 13 — лидеры просмотров (сегодня) — музыканты — Зимбабве
- 21 — лидеры просмотров (за неделю) — музыканты
- 25 — лидеры по подписчикам (за все время) — музыканты
- 54 — лидеры просмотров (за все время) — музыканты
- 93 — лидеры просмотров (за месяц) — музыканты

## Дискография
- Perfect Blue (2010)
- Irony (2011)
- the Duets (2012)
- Paint it Acoustic (2013)
- Monologue (2014)
- Two of me (2015)
- L’Atelier (2016)